# Tvåfärgad smalpraktbagge
Tvåfärgad smalpraktbagge (Agrilus subauratus) är en skalbaggsart som först beskrevs av Friedrich-August von Gebler 1833.  Tvåfärgad smalpraktbagge ingår i släktet Agrilus, och familjen praktbaggar. Enligt den svenska rödlistan är arten nära hotad i Sverige. Arten förekommer i Götaland och Svealand. Artens livsmiljö är skogslandskap, våtmarker, jordbrukslandskap.